# Рослиноїдні
Рослиноїдні або травоїдні, фітофаги (лат. Herbivore) — тварини, що живляться лише рослинною їжею. Є так званими первинними споживачами в харчових ланцюгах.  Вони їдять рослини, щоб отримувати енергію. Травоїдні мають особливий пристрій травної системи, щоб вони могли переварити клітковину.
До рослиноїдних належать губки, більшість червів і три чверті всіх комах. Серед хребетних абсолютних фітофагів не існує, всі вони частково використовують тваринну їжу, оскільки їм необхідні певні незамінні амінокислоти тваринного походження. 
Рослиноїдні — консументи першого порядку, забезпечують перший етап переробки біомаси рослин у екосистемах. При порушенні стабільності екосистеми рослиноїдні тварини можуть давати спалахи чисельності, завдаючи значної шкоди рослинам.
Серед тварин абсолютних фітофагів не існує, всі вони частково використовують і тваринну їжу (наприклад, жуйні переварюють частину своїх протистів - симбіонтів, північні олені їдять іноді лемінгів), але маса випадково спожитих дрібних тварин (комах, найпростіших) частіше непорівнянна з масою споживаних фітофагами рослин. З травних ферментів у них переважають амілази. У деяких безхребетних є ферменти, що розщеплюють целюлозу (целлюлаза, гемицеллюлаза, ліхеназа тощо), у хребетних тварин вони відсутні, але її засвоєння у більшості хребетних фітофагів здійснюється за допомогою симбіотичних найпростіших.
Рослиноїдні тварини зазвичай живуть групами або стадами, що допомагає їм у виживанні. У тварин очі розташовуються з боків їх голови, щоб вчасно помітити небезпеку; у них відмінний слух; вони сильно лякаються і швидко тікають від хижаків. Травоїдні тварини легше здобувають собі їжу. Травоїдні тварини можуть бути не тільки дикими, але і домашніми. Якщо ж диким тваринам доводиться самим знаходити собі їжу, то за домашніми доглядають люди, які заготовляють необхідні корми. Тварини, які живуть у воді, харчуються водоростями. Ці рослини містять речовини, здатні зруйнувати зуби. Але природою так закладено, що їхні зуби можуть оновлюватися кілька разів за життя.
Царство тварин включає еукаріотичні гетеротрофні організми, більшість яких здатні до активного руху і харчуються, схоплюючи і захоплюючи здобич, переварювання якої відбувається в порожнинах травного тракту.

## Травоїдні тварини
- Лось – велика копитна тварина, взимку харчується корою дерев, гілками, чагарника;
- олень - рогата істота. Взимку олені переміщаються на великі відстані, їжу їм доводиться викопувати з-під снігу;
- білки, вони хитріші, запасають горіхи і гриби собі на зиму;
- корови, споживають листя стебел, зелені частини рослин;
- заєць, навесні, влітку і восени цей звір не відчуває нестачі в їжі. Він поїдає ягоди, траву, квіти кульбаб, листя брусниці. Взимку їжа в обмеженій кількості, тому зайцю доводиться обходитися корою дерев і чагарників;
- хом’як, дикі хом’яки харчуються зерновими і злаками. Також вживають в їжу зелену частину рослин і ягоди.
- миша, дикі миші виходять за їжею в темний час доби. Вони збирають горіхи, ягоди, жолуді. Харчуються насінням різних дерев, наприклад, клена;
- слон - його раціон включає в себе листя, коріння дерев. Харчуються травою. Іноді вживають в їжу плоди дерев;
- верблюд, у пустелі рослинності мало, але все ж вона є і стає їжею для цієї тварини. Верблюди поїдають гілки піщаної акації і саксаулу. Також харчуються верблюжої колючкою, колючі гілки якої зовсім не страшні верблюду;
- бегемот, ці великі тварини їдять наземну траву. Вони здатні перетравити навіть грубу висохлу траву, яку не їсть більше ніхто. Харчуються після настання темряви;
- жирафи, величезний зріст дозволяє жирафу їсти листя найвищих дерев. Він достає їх за допомогою довгого язика і губ. Його раціон рослин: акація, абрикос і мімоза[1].